# مانتيسا
مانتيسا هي شركة برمجيات متخصصة في تطوير منتجات لأتمتة العمليات المتعلقة بإدارة مراكز بيانات أي٬ بالإنكليز٬ «مركز بيانات». تأسست الشركة في حزيران 1980 في بيرمنغهام٬ ألاباما٬ حيث محطتها لا تزال موجودة.عندها أيضاً شركة ثنوية في المملكة المتحدة٬ بالإضافة إلى وكلاء توزيع في نرويج٬ جنوب أفريقيا٬ سنغافورة٬ كوريا الجنوبية واليابان.

## موجز
في شباط 1981 سلمت مانتيسا نظامها البرمجياتي الأول لتوزيع ألتقارير. كان هذا ألمنتج٬ على حد قول الشركة٬ الأول من نوعه أن يصبح متوفراًعلى ألسوق ألتجاري. منذ ذلك ألوقط خط ألشركة للمنتجات قد كان مقاماً على دفعات معصرة متتالية من هذا النظام٬ بالإضافة إلى برمجيات متعلقة متخصصة على التشغيل في بيأت ألحاسوب ألشخصي أي «حاسوب شخصي» ٬ وويب.

## قائمة منتجات
Advanced Output Management- AOM: عائلة برمجيات متخصصة رئيسياً على اتمتة توزيع تقاريرمن خلال بيئة مركز البيانات. تحتوي على دفعات متسلسلة من التالية:
Report Management System -RMS
- - RMS/Basic
  - RMS/Online
  - RMS/Spool
  - RMS/Desktop
  - RMS/Webaccess

Advanced Systems Operation -ASO: عائلة برمجيات متخصصة رئيسياً على أتمتة تخطيط تنفيذ العمليات الداخلية في إطار مركز البيانات.
- - JOB/Master
  - JCL/Master
  - RUN/Master
  - CONSOLE/Master

iDovos: يقدّم للمستخدم تحكم دقيق على الوصولة لامواله الخاصة٬ ومع ذلك يوفر بوسيلة ليحول دون سرقة الهوية.
z/Vos نسخة محفوظة 15 يونيو 2009 على موقع واي باك مشين.
- Demo video على يوتيوب

## شركات مكتسبة من قبل مانتيسا
Software Integration Strategies -1989

## وصلات خارجية
- - موقع مانتيسا الرسمي
  - موقع إدوڤوس الرسمي
  - مقال مطلق على الإنترنيت:iDovos(TM) Prevents ID Theft and ID Fraud but But Challenges Congress and Rattles Financial Industry Executives
  - مقال مطلق على الإنترنيت متعلق بتغيير في إدارة الشركة-2000
  - مقال مطلق على الإنترنيت متعلق بإطلاق منتج
  - نشرة 2007 e-crime congress - إدوڤوس مذكور
  - مقال مطلق على الإنترنيت متعلق عن نقاش هيئي بشئن وقاية سرقة الهواية - إدوڤوس مذكور 
  - مقال مطلق على الإنترنيت: ?Where's the Virtual Upright Wheelchair وخيط تعليقات - إدوڤوس مذكور
  - American Banker's 3rd Annual Identity Theft and Fraud Symposium نسخة محفوظة 17 مايو 2007 على موقع واي باك مشين.
  - REXX Symposium 1995
  - Alabama Information Technology Association نسخة محفوظة 5 أبريل 2007 على موقع واي باك مشين.
  - E-releases:Identity Management System Promises to End Identity Theft and Misuse-
  - IBM Website/List of Independent Software Vendors

## هوامش
1. ^ Mantissa Official Website/Mantissa Ltd نسخة محفوظة 15 يونيو 2009 على موقع واي باك مشين. ملتقط 16 نيسان 2007
2. ^ Mantissa Official Website/Northern Europe نسخة محفوظة 14 يونيو 2009 على موقع واي باك مشين. ملتقط 24 نيسان 2007
3. ^ Mantissa Official Website/South Africa نسخة محفوظة 14 يونيو 2009 على موقع واي باك مشين. ملتقط 22 نيسان 2007
4. ^ Mantissa Official Website/Singapore نسخة محفوظة 14 يونيو 2009 على موقع واي باك مشين. ملتقط 22 نيسان 2007
5. ^ Mantissa Official Website/South Korea نسخة محفوظة 14 يونيو 2009 على موقع واي باك مشين. ملتقط 22 نيسان 2007
6. ^ Mantissa Official Website/Japan نسخة محفوظة 14 أبريل 2009 على موقع واي باك مشين. ملتقط 22 نيسان 2007
7. ^ Mantissa Official Website/Home ملتقط 16 نيسان 2007
8. ^ iDovos Official Website ملتقط 23 نيسان 2007